# 怪奇物語 (第四季)
美國的科幻恐怖電視劇《怪奇物語》第四季的標題取作《怪奇物語4》（英語：Stranger Things 4），於2022年在串流媒體服務平台Netflix首播，並分為兩個部分，第一輯於5月27日首播，第二輯於7月1日播出。該劇由杜夫兄弟創作，並由薛恩·李維、丹·科恩和伊安·帕特森執行製作。
主要演員除薇諾娜·瑞德、大衛·哈伯、芬恩·伍法德、米莉·芭比·布朗、伽塔·马塔拉佐、迦勒·麥羅林、諾亞·施納普、莎蒂·辛克、娜塔莉亞·戴爾、查理·希頓、喬·奇瑞、戴克·蒙哥馬利、瑪雅·霍克、普莉亞·弗格森、布瑞特·吉爾曼、馬修·莫汀和保羅·萊瑟等原班人馬回歸。而傑米·坎貝爾·鮑爾、艾德華度·法蘭科、約瑟夫·奎因、卡拉·布歐諾、湯姆·拉斯齊哈和梅森·戴亦會在該季中扮演新的主要角色。
本季播出後廣受好評，尤其在主要演員的演技、視覺效果、動作場面，以及與前三季相比擁有更黑暗、更成熟的影調，但也有觀眾批評因每集的片長較長而塞入過多的要素。本季的第一輯被第74屆黃金時段艾美獎中的13個獎項提名，其中獲得黃金時段艾美獎最佳劇情類影集。

## 劇情
1986年3月，來自顛倒世界的威可那連續殺害數名高中生，這使分道揚鑣的夥伴必須面對這場威脅。同時喬絲·拜爾斯和莫瑞·鮑曼試圖幫助被囚禁在俄羅斯堪察加半島監獄中的吉姆·哈普逃亡。本季的劇情共分為三個不同的視角敘述。
位於霍金斯的視角以達斯汀、麥克絲、艾瑞卡、史蒂夫、南西、蘿蘋和路卡斯為主角。達斯汀和朋友們加入了龍與地下城社團「地獄火俱樂部」。團長艾迪親眼目睹籃球校隊隊長傑森的女友克莉希遭離奇殺害，卻成為頭號嫌疑人，並被傑森等人追趕，認為艾迪在撒旦的幫助下獲得殺死克莉希的力量。在連續數名青少年離奇死亡後。夥伴們意識到此次連環殺人事件的主謀是來自顛倒世界的強大生物威可那。
位於加州的視角，以搬至新家的11號、威爾、喬納森及前來探望的麥克為主角。由於霍金斯面臨新的威脅，11號被布倫納和歐文斯帶到一個秘密實驗室以恢復她的超能力，另一邊的麥克、威爾、喬納森和他的朋友阿蓋啟程尋找11號的下落。
以喬絲和莫瑞為主的視角，講述他們得知哈普倖存的消息，於是帶著贖金前去解救。而囚禁在俄國堪察加半島的哈普，想辦法越獄的同時也必須對抗遭蘇聯捕獲的一隻「魔王」。

## 演員和角色

### 主要演員
- 薇諾娜·瑞德 飾演 喬絲·拜爾斯

- 大衛·哈伯 飾演 吉姆·哈普[6]

- 米莉·芭比·布朗 飾演 11號／珍·哈普（英语：Eleven (Stranger Things)）

- 芬恩·伍法德 飾演 麥克·威勒

- 伽塔·马塔拉佐 飾演 達斯汀·亨德森

- 迦勒·麥羅林 飾演 路卡斯·辛克萊

- 諾亞·施納普 飾演 威爾·拜爾斯

- 莎蒂·辛克 飾演 麥克絲·梅費德

- 娜塔莉亞·戴爾 飾演 南西·威勒

- 查理·希頓 飾演 強納森·拜爾斯

- 喬·奇瑞 飾演 史帝夫·哈靈頓

- 瑪雅·霍克 飾演 蘿蘋·巴克利[7]

- 布瑞特·吉爾曼 飾演 莫瑞·鮑曼[8]

- 普莉亞·弗格森（英语：Priah Ferguson） 飾演 艾瑞卡·辛克萊[9]

- 馬修·莫汀 飾演 馬丁·布倫納[10]

- 保羅·萊瑟 飾演 山姆·歐文斯[11]

### 群演角色
- 傑米·坎貝爾·鮑爾 飾演 亨利·克里爾／彼得·巴拉德／1號／威可那
  - 拉斐爾·盧斯 飾演 年幼的亨利·克里爾

- 卡拉·布歐諾（英语：Cara Buono） 飾演 凱倫·威勒

- 艾德華度·法蘭科 飾演 阿蓋

- 約瑟夫·奎因 飾演 艾迪·曼森

### 常設角色
- 喬·克雷斯特（英语：Joe Chrest） 飾演 泰德·威勒

- 梅森·戴（英语：Mason Dye） 飾演 傑森·卡佛[12]

- 馬修·卡德瑞普（英语：Matty Cardarople） 飾演 基思

- 湯姆·拉斯齊哈 飾演 狄米崔·「安索」·安東諾夫[13]

- 尼可拉·德芮柯維（英语：Nikola Đuričko） 飾演 尤里·伊斯梅洛夫[14]

- 薛曼·奧古斯圖（英语：Sherman Augustus） 飾演 傑克·蘇利文中校[12]

- 邁爾斯·楚特（英语：Myles Truitt） 飾演 派翠克·麥金利[15]

- 嘉布麗葉兒·皮佐洛（英语：Gabriella Pizzolo） 飾演 蘇西·賓厄姆

- 蕾吉娜·丁·陳 飾演 凱莉女士[15]

- 格芮絲·范狄恩 飾演 克莉希·康寧漢[15]

- 艾米貝絲·麥克納蒂 飾演 薇琪[15]

- 羅根·雷利·布魯納 飾演 弗雷·班森[16]

- 泰納·魯辛 飾演 弗吉妮亞·克里爾

- 莉薇·畢奇 飾演 艾莉斯·克里爾

### 客串角色
- 羅伯特·英格蘭 飾演 維克多·克里爾[12]
  - 凱文·L·強森 飾演 年輕的維克多·克里爾

- 戴克·蒙哥馬利 飾演 比利·哈格夫

## 集數
| |   |                         |             |                 |               |  |  |  |  |  |  |  |
| 26 | 1 | 第1章：地獄火俱樂部     | 杜夫兄弟    | 杜夫兄弟        | 2022年5月27日 |  |  |  |  |  |  |  |
| 1979年9月8日，任職在霍金斯實驗室的馬丁·布倫納負責監督多名具有超自然能力的實驗兒童，然而霎那間目睹整間實驗室被一股“神秘力量”血洗，僅除11號以外的所有實驗兒童被害，布倫納因此將她認作是災難源頭。1986年3月21日，星城購物中心火災的九個月後，喬絲一家搬到美國加州萊諾拉山適應新生活，而麥克等人則繼續生活在霍金斯鎮，天各一方的群體均進入高中生活，卻仍因九個月前的慘劇而受到極大的困擾。失去念力的11號在高中裡遭受同學孤立與霸凌，而分隔兩地的強納森同樣與南西出現感情間隔。居家工作的喬絲收到一件疑似從俄國寄來的神秘包裹，內部裝有暗藏密件的瓷娃娃，從密件內容得知半年前生死未卜的哈普仍倖存。麥克和達斯汀加入由古怪學長艾迪·曼森開辦的「地獄火俱樂部」，以龍與地下城為主題的高中社團，兩人因參與重要的遊戲之夜而錯過路卡斯的籃球冠軍賽。對朋友均未出席而失望的路卡斯，仍幸運地幫猛虎隊取勝。當時已跟路卡斯分手的麥克絲，半年下來悲痛於繼兄比利之死。而霍斯金高中啦啦隊的隊員克莉希·康寧漢，持續被自己受家人施虐的恐怖景象折磨，而景象中出現一架神秘的老爺鐘。克莉希為了擺脫幻覺而向艾迪購買毒品，然而後來卻突然在艾迪的住車裡中邪，在逼真的幻象中遭到一隻具有智慧的類人神秘生物殺害。                    |   |                         |             |                 |               |  |  |  |  |  |  |  |
| 27 | 2 | 第2章：威可那的詛咒     | 杜夫兄弟    | 杜夫兄弟        | 2022年5月27日 |  |  |  |  |  |  |  |
| 半年前，哈普在星城地下實驗室爆炸中僥倖生還，然而不幸被撤離中的蘇聯軍隊抓獲帶回俄國，備受對方刑求卻寧死不牽連喬絲，最後被送至堪察加半島的集中營。而喬絲聯繫莫瑞來到加州合作解析哈普的密件，靠莫瑞的加密裝置撥通信上號碼，聯繫上自稱「安索」（名自哈普和喬絲的約會餐廳）的俄裔男子，斷言對方是看管哈普的獄警。喬絲決定兌現安索的四萬美元贖金的要求，並遠道送去給安索身在阿拉斯加的聯絡人。麥克趁春假搭機來到加州重逢11號和威爾，然而卻目睹她在旱冰場中遭同學安潔拉帶頭羞辱，導致11號被激怒而拿旱冰鞋擊傷安潔拉的臉部。在霍斯金鎮，克莉希的駭人遺體在艾迪住車中發現，使小鎮再次人心惶惶，而隔壁的麥克絲曾目睹艾迪倉惶逃離，與達斯汀、史蒂夫和蘿蘋聯手展開調查，最後找到藏身在船屋中的艾迪後，向他解釋關於顛倒世界的種種內幕；而達斯汀和艾迪將這次事件的幕後黑手以龍與地下城的巫妖「威可那」命名。而南西拉攏記者同學弗雷來到屍體發現地點調查，獨自訪問艾迪的叔叔，得知他認為這起命案疑似是維克多·克里爾所為，曾經屠殺全家後關入精神病院的前鎮民。然而獨自轉悠的弗雷突然被森林中的老爺鐘聲吸引，乃至走進幻象中回到由自己所致的車禍現場，最後被出現在眼前的威可那殺害，並在現實中淪為與克莉希相同的駭屍。       |   |                         |             |                 |               |  |  |  |  |  |  |  |
| 28 | 3 | 第3章：怪物與超級英雄   | 薛恩·李維   | 凱特琳·史奈德漢 | 2022年5月27日 |  |  |  |  |  |  |  |
| 美國陸軍中校蘇利文負責霍金斯鎮的事件調查，翻越近三年來的資料認定11號是災難源頭，前去拜訪已被革職的山姆·歐文斯詢問11號下落，最後拿走歐文斯的一部分機密檔案。當時11號因打傷安潔拉而被警察拘留，歐文斯趕在她即將被送往少管所以及美軍插手之前將她救出，為她坦述霍金斯鎮的全新危機，並告知自己有方法為她恢復並強化失去的念力，11號獲知將會有極大的風險但仍答應參與。喬絲以出差為由而協同莫瑞直奔阿拉斯加去見安索的聯絡人尤里，而受困堪察加半島做苦力的哈普得知時機來到，賄賂一名囚犯趁工作時打傷他的左腳踝以脫離鐐銬。南西在弗雷被害後參與達斯汀一行人的調查，陪蘿蘋查遍圖書館中關於克里爾的相關報導，獲知克里爾曾指控“惡魔入侵他家遭滅門”而沒被採信，懷疑威可那才是始作俑者。而路卡斯不情願地跟隨以克莉希男友傑森領導的猛虎隊，不惜血本地尋找艾迪下落，但一路上觀察到傑森被憤怒衝昏頭腦、暴力行事，因此偷偷將傑森等人誘導至哈普的舊木屋後趁機溜走。麥克絲想起被害的克莉希和弗雷均見過學校輔導員凱莉，陪夥伴趁夜間潛入高中的輔導員辦公室得到兩人的訪問資料，獲知兩人曾有過相同的頭痛、流鼻血及惡夢頻發的症狀。麥克絲頓時發現自己近期也有相同的症狀，意識到自己會是下一個目標時，聽見學校走廊中傳出的老爺鐘聲。 |   |                         |             |                 |               |  |  |  |  |  |  |  |
| 29 | 4 | 第4章：親愛的比利       | 薛恩·李維   | 保羅·迪克特     | 2022年5月27日 |  |  |  |  |  |  |  |
| 喬絲和莫瑞雖然成功見到尤里並付贖金，尤里卻將他們出賣給KGB以謀取更多利益，兩人一不留神而被尤里下藥而昏過去。尤里同時洩漏安索和哈普的勾結，導致好不容易逃出集中營的哈普在藏身處被俄軍抓回去。在加州，麥克、威爾和強納森受歐文斯派來的兩名探員看管，坐立不安的三人決定冒險回去霍金斯鎮參戰。然而三人正準備從窗戶溜走，一群武裝士兵突然闖進來引發交火，三人扶持著一名受傷的探員坐上強納森的摯友阿蓋的披薩外送車逃出家。南西和蘿蘋冒充心理學高材生來到克瑞爾居住的賓赫斯特精神病院會見他，傾聽他痛苦地講述自己與妻小搬入新家後備受“惡魔”的一連串折磨，乃至親眼目睹家人被害，當中提到事發時客廳收音機播放音樂一度打斷現象。麥克絲時不時陷入逼真的幻覺中，恐懼自己時日不多而事先為所有親朋好友寫好告別信，同時為已故的比利準備好一封信而來到其墓前朗讀。然而威可那伺機下手而使麥克絲中邪，一路追趕她並對其嘲諷。麥克絲奔跑至威可那位於顛倒世界中的祭壇，即將落入牠的魔掌之際，達斯汀及時收到南西的音樂解救方案，於是為麥克絲播放她最喜歡的凱特·布希音樂奔上山丘。麥克絲由此注意到通往現實的出口，並想起自己與夥伴共同的冒險經歷，奮力扯斷威可那的一小節觸角後全速奔向現實，最後在同伴呼喚下平安甦醒。            |   |                         |             |                 |               |  |  |  |  |  |  |  |
| 30 | 5 | 第5章：妮娜計畫         | 尼莫洛·安塔 | 凱特·翠弗利     | 2022年5月27日 |  |  |  |  |  |  |  |
| 11號跟隨歐文斯來到位於內華達州魯斯的一處棄置洲際彈道導彈發射井中參與「妮娜計劃」，然而計劃負責人卻是布倫納，其近兩年陪歐文斯開發出為11號準備的特殊隔離池，讓11號返回自己關在實驗室中的最初記憶藉以重新挖掘潛力。11號兩度因難受而企圖逃跑，一度恢復念力卻又迅速消失，最後決定留下來繼續實驗以恢復全盛狀態。麥克四人逃至沙漠中的廢車場埋葬失血而死的探員，從他遺留的一支筆中找到有關妮娜計劃的一組號碼，得知源頭是一部調制解調器後，決定趕往鹽湖城找達斯汀的女友蘇西幫忙破解。另一方面，哈普被抓回集中營後與原名安東諾夫的安索共居死囚區，絕望之下決定坦然面對厄運，兩人同時聽見關在集中營中的一隻怪物的叫聲。當時即將被尤里送往俄國的喬絲和莫瑞，飛行期間成功鬆綁並擊昏尤里，但也使飛機墜毀在一片雪林中。死裡逃生的麥克絲畫出自己的所見，眼尖的南西識破祭壇原貌實為克里爾的舊屋，集體進去摸索時靠屋中閃爍的燈光發現威可那的行動軌跡；而其正身處顛倒世界的舊屋閣樓中尋找新目標。與此同時，傑森帶領猛虎隊找到艾迪躲藏的船屋，目睹他划船倉惶逃離後強拉著隊員派翠克游泳追趕。然而派翠克迅速被威可那盯上，使他在傑森和艾迪的注視下浮在空中慘死；此過程導致聚集在舊屋閣樓的達斯汀一行人的手電筒集體炸裂。        |   |                         |             |                 |               |  |  |  |  |  |  |  |
| 31 | 6 | 第6章：潛               | 尼莫洛·安塔 | 柯提斯·格溫     | 2022年5月27日 |  |  |  |  |  |  |  |
| 11號繼續在池中深度挖掘自己所埋藏的回憶，想起自己在實驗室中曾與一名友好護工彼得結伴，被他告知布倫納的心懷不軌以及自己生母曾來找過她的真相。她同時想起自己起初因能力弱而被其他實驗兒童排擠，一日短暫爆發力量而擊敗最強的2號，之後卻遭2號結夥霸凌，從而導致實驗室被“血洗”。蘇西協助麥克四人破解號碼，得出妮娜計劃的具體座標方位，讓一行人立刻驅車前往。關在集中營的哈普、安東諾夫伴隨其他死囚犯享用一頓豐盛晚餐，但哈普辨識出集中營的怪物實為蘇聯之前在霍金斯鎮實驗中捕獲的魔神，意識到自己即將成為牠的飼料。想起魔神怕火的弱點，哈普從獄警身上偷來打火機以及晚餐偷拿的酒精企圖燒死牠。另一邊，喬絲和莫瑞脅迫尤里指出集中營位置，而莫瑞和尤里對換身份得以滲透進集中營。連番的命案使霍金斯鎮的居民群情激憤、要求解釋，傑森靠自己所見而將罪歸於艾迪的地獄火俱樂部，稱之為撒旦崇拜邪教。達斯汀一行人與躲在情人湖周圍的艾迪會合，同時靠周圍磁場錯亂而得知湖底留有威可那襲擊過後留下的通往顛倒世界的門。史蒂夫自告奮勇下潛至湖底卻被另一邊的觸手拖至顛倒世界中，受到三隻類似蝙蝠的生物包圍襲擊，而南西、蘿蘋和艾迪則尾隨他下潛。警方收到通報而到湖邊搜查，最後逮到達斯汀、路卡斯和麥克絲。                        |   |                         |             |                 |               |  |  |  |  |  |  |  |
| 32 | 7 | 第7章：霍金斯實驗室血案 | 杜夫兄弟    | 杜夫兄弟        | 2022年5月27日 |  |  |  |  |  |  |  |
| 喬絲和莫瑞伴隨尤里及時進入集中營並觀摩哈普等囚犯對抗魔神，哈普幸運靠沾酒燃燒的長矛而逼退魔王爭取時間，莫瑞靠挾持典獄長奪下控制室。喬絲打開集中營一部分門，哈普和安東諾夫因此逃過一劫，走出牢門與喬絲成功團聚。受困顛倒世界的南西一行人解救負傷的史蒂夫後，跑到該世界中的南西家中補給，卻發現周圍景象維持在1983年威爾失蹤當天的模樣。當時被警察送回家的達斯汀、路卡斯與加入行列的埃莉卡推斷，威可那每次奪人性命則會在現場留下一道門，而正處顛倒世界中的南西一行人利用燈光成功引起達斯汀三人注意。兩組人共同來到艾迪的住車鑿開門而逃回現實，但威可那發現他們的行蹤而使南西中邪；掉進幻象的南西首先回到芭兒喪生的泳池，之後被威可那引導至祭壇而獲知驚人的真相。威可那的真實身份為克里爾之子亨利，靠與生俱來的精神力量殺死母親和妹妹後讓父親背黑鍋，隨後因潛能而落入布倫納之手且列為1號，力量甚至被強行分給其他實驗兒童。另一邊的11號同樣靠重返實驗室血案當天的回憶而獲知這個真相，查實1號同為協助自己的護工彼得，當天借11號之手移除脖子中的抑制器後在實驗室中大開殺戒，甚至邀請11號與自己為伍消滅人類。但11號拒絕與他同惡相濟，最終爆發出潛能而看似消滅1號，卻不知1號隨即墜入顛倒世界中，最終淪為威可那。    |   |                         |             |                 |               |  |  |  |  |  |  |  |
| |   |                         |             |                 |               |  |  |  |  |  |  |  |
| 33 | 8 | 第8章：爸爸             | 杜夫兄弟    | 杜夫兄弟        | 2022年7月1日  |  |  |  |  |  |  |  |
| 威可那以幻覺形式向南西展示，自己一旦完成祭獻則會在鎮上撕開連接現實與顛倒兩座世界的巨大裂縫，最後將南西放回現實而清醒。眾人商量完後決定不讓威可那如願，安排好兵分三路、由麥克絲擔任誘餌的除魔行動。一行人直奔軍械店搶購除魔所需的大量武器，但也被在場買槍的傑森發現行蹤。11號離開水槽後恢復部分能力，靠精神得知自己身處小鎮上朋友有危險時決定回去。然而布倫納認為11號的力量還遠遠不夠，父女倆發生衝突下硬是將11號戴上電擊項圈繼續看管，並囚禁願意協助她的歐文斯。與此同時，蘇利文中校藉由被俘的特工華萊士供述中得知妮娜計劃的具體方位，率軍趕到並攻下整座實驗室，殲滅除歐文斯以外的所有軍方和科學家。布倫納盡全力抱著11號從緊急出口逃至沙漠，卻被空中直升機的狙擊手重傷。情急之下，尾隨趕來的強納森一行人開車吸引直升機注意，11號靠念力摧毀直升機，布倫納臨死之際為11號解除項圈、進行最後的父女相處後至別。在俄國的集中營中團聚的哈普和喬絲等人找到一間隱藏的實驗室，發現蘇聯捕獲不止一隻顛倒生物、包括一股來自顛倒世界且“活躍”的病毒顆粒。眾人靠實驗室下方的下水道逃出集中營，衝破哨站後撤回尤里的倉庫，哈普靠安東諾夫的長途電話秘密聯繫歐文斯的眼線作為接應，靜待尤里搶修一架直升機逃回美國。            |   |                         |             |                 |               |  |  |  |  |  |  |  |
| 34 | 9 | 第9章：偷渡             | 杜夫兄弟    | 杜夫兄弟        | 2022年7月1日  |  |  |  |  |  |  |  |
| 眾人正式開始除魔行動，麥克絲、路卡斯和艾瑞卡進入克里爾宅閣樓引威可那上鉤，而其他人返回顛倒世界；達斯汀和艾迪吸引蝙蝠群注意時，南西、史蒂夫和蘿蘋潛入克里爾宅燒死無防備的威可那。但傑森闖入老宅閣樓攪局，路卡斯被迫出手阻止他，導致麥克絲重新被威可那操縱。艾迪靠金屬樂完成聲東擊西，讓達斯汀先撤回現實後決定爭取更多時間，獨身抵擋眾蝙蝠而最終英勇犧牲。而麥克一方在一間披薩店建立水槽，讓11號遠程侵入麥克絲的精神世界營救，但她們倆仍不敵而共同束縛在威可那的祭壇上。就在麥克絲命懸一線時，麥克正式對11號表露自己對她的愛，使11號進一步獲得力量而掙脫束縛擊退威可那，但麥克絲仍傷重昏死過去。在俄國，哈普一行人獲知小鎮發生的危機，冒險回去被顛倒生物佔據的集中營，同樣靠誘餌手段一舉殲滅所有生物。此舉削弱威可那的力量，最後靠南西三人分別重創威可那肉身。11號靠能力復甦麥克絲的心跳，但隨著威可那四處祭獻完成，使霍金斯鎮當場崩裂出連接兩座世界的巨大十字裂縫，過程中殺死傑森與小部分鎮民。兩天後，眾人在發生過“地震”而緊急疏散的霍金斯鎮上齊聚一堂，11號得以跟逃回美國的哈普和喬絲重聚，唯獨麥克絲仍陷入大腦無意識的“昏迷狀態”。當威爾深感威可那即將捲土重來時，整座小鎮開始被顛倒世界的氛圍籠罩。    |   |                         |             |                 |               |  |  |  |  |  |  |  |

## 製作

### 開發
與前幾季一樣，《怪奇物語》第四季的計劃在上一季上線前便已經開始。在第三季上線不久後受《娛樂週刊》採訪時，影集的作者麥特與羅斯·杜夫透露，製作團隊已經開會多次，討論該劇未來的發展。2019年9月30日，Netflix宣布已與杜夫兄弟簽署一項新的長久期限的電視劇和電影的交易，根據報導該項交易的金費約有9個位數。為配合製作協議公告，Netflix宣布續訂《怪奇物語》的第四季並在YouTube發布一支約一分鐘的簡短預告片。

### 劇本創作
在評論上一季的結局時，羅斯·杜夫透露了連結每一季的劇情的過程：
我們不想自己在一個困境中寫作，所以剛開始我們嘗試與編劇討論，確保我們朝著正確的方向前進。我們知道的不多，但我們確實知道很多伏筆。在第二季的尾聲，我們知道比利、知道俄國人將會到來。我們並不知道商場之類的東西，但同樣，我們知道這些大招。這就是我們在第四季中所處的位置。我們有大招。現在只是在細節中鋪襯。我們對它的潛在發展方向感到非常興奮。再說一次，就像我們說的，這一季似乎將會有所不同。但我認為這是正確的，我覺得這很令人興奮。
麥特·杜夫表示，故事的「大概念」之一是在本季的大部分時間中，主要行動的核心將在印第安納州的霍金斯之外。他還透露第三季結束時留下的幾個開放式結局，例如哈普的死和11號被喬絲·拜爾斯收養以及她的家庭搬遷到州外，都將在第四季之中深入描述。之後杜夫兄弟延伸他們先前的評論，稱第四季「史詩級」的三聯畫架構是本季幅度極長的主要原因之一。他們將本季與HBO的電視劇其龐大的規模、播出時間和更新奇、更成熟的音調轉變，以及將角色分散在數個遙遠的地方等要素進行對比。
另一個使本劇將篇幅增長的原因，是因為杜夫兄弟表明最終將要為本劇累積已久的世界觀的伏筆解答，在前面的三季裡，他們一直像「剝洋蔥」一樣慢慢揭開謎底。當第四季籌備至一半時，馬修和羅斯認為他們需要第九集以收錄所有他們想要的情節，而Netflix也「馬上批准」這一集。在兩人製作第一季之時，曾為Netflix準備一份約有20頁的文件，詳細描繪本劇的世界觀，包含顛倒世界的設定。相對地，文件中的要素也在一定程度上決定後續的劇情發展。杜夫兄弟想在本季利用更多時間深入顛倒世界，因為第三季的內容讓他們幾乎找不到機會進一步介紹它。
第四季是迄今為止製作時間最長的一季，因此計畫分成兩個部分播出。在Netflix發布的杜夫兄弟的一封信件中，兩人透露他們在該季9集的劇本中編寫超過800頁的對話和角色動作，而且第四季的長度幾乎是先前播出的任何一季的兩倍。
在接受Netflix的播客《克莉絲塔與採訪公司》的採訪時，羅斯·杜夫表示，第四季在該劇設定中將比前三季有更嚴肅的基調，特別是傾向恐怖的類型：
多年前我們向Netflix推銷它時，我們按照那些兒童角色的形式推銷⋯⋯《E.T.外星人》中的《七寶奇謀》就是他們故事的原型。而成人源自《大白鯊》和《第三類接觸》，青少年源自《半夜鬼上床》或《月光光心慌慌》。但今年沒有小孩子。我們不會再做《七寶奇謀》了。而且很突然地，我們很努力投入在我們喜歡的恐怖作品領域。做出這種改變很有趣。
芬恩·沃夫哈德於2022年5月接受《娛樂周刊》採訪時表示本季感覺如同「五部電影合二為一」，將其與「史酷比遇到黃道十二宮殺手」比對，同時也覺得本季如同「毒癮者的動作喜劇」和「俄羅斯監獄電影」。
劇中角色「艾迪·曼森」以達米恩·艾寇斯為原型，是西孟菲斯三人組的其中一人，因為其表現而在1994年被錯判死刑，居民認為他是撒旦邪教的一員。編劇們在一部講述艾寇斯的紀錄片《失樂園：羅賓漢丘孩童凶殺案》得到素材，進一步完善艾迪的背景故事。
正如劇組將第一季的怪物以「魔神」命名，杜夫兄弟選擇使用《龍與地下城》的角色威可那為本季的反派命名，因為對該遊戲角色熟悉的兒童角色能夠辨別和了解其危險性。儘管直到1990年，威可那才透過故事《威可那活了！》完全引入龍與地下城中，在此之前僅提過相關傳說，杜夫兄弟相信艾迪是一位出色的遊戲大師，可以推斷威可那在劇中的表現。

### 選角
至2019年11月1日，第四季的演員陣容中已增加四個男性角色，其中三個角色為青少年，另一個則是成年人。青少年角色的特點是「一個金屬頭和一個有名的運動員，還有一個聲音聽起來很糟，就像《開放的美國學府》中的角色傑夫·斯皮可利的雙胞胎兄弟一樣」，而成年人角色則引入自第三季中於俄羅斯的故事線。
2019年12月3日，編劇室確認瑪雅·霍克飾演的角色蘿蘋·巴克利將於第四季回歸演出。2020年2月14日，Netflix確認大衛·哈伯繼續飾演吉姆·哈普，而湯姆·拉斯齊哈則飾演俄羅斯罪犯。2020年2月，普莉亞·弗格森已於2020年2月確定晉升為主要演員。同年3月，布瑞特·吉爾曼也已確定晉升為主要演員。2020年10月27日中一則報導顯示，瑪雅·霍克的弟弟里芬·羅恩·瑟曼-霍克將飾演一個未知的角色。
2020年11月20日，傑米·坎貝爾·鮑爾、艾德華度·法蘭科和約瑟夫·奎因被選擇飾演主要角色，而薛曼·奧古斯圖、梅森·戴、尼可拉·德芮柯維和羅伯特·英格蘭在演員陣容中飾演常設角色。2021年6月9日，艾米貝絲·麥克納蒂、麥爾斯·楚特、蕾吉娜·丁·陳和格芮絲·凡迪恩也飾演第四季中的常設角色。
鮑爾飾演的角色起初以「彼得·巴拉德」對外登場，而他在前面六集中屬於「友好角色」。目的是為了隱藏其真實身分為成年的亨利·克里爾，他也是布倫納博士第一個實驗對象，因此被命名為「1號」，而在與11號戰鬥後成為威可那。

### 拍攝

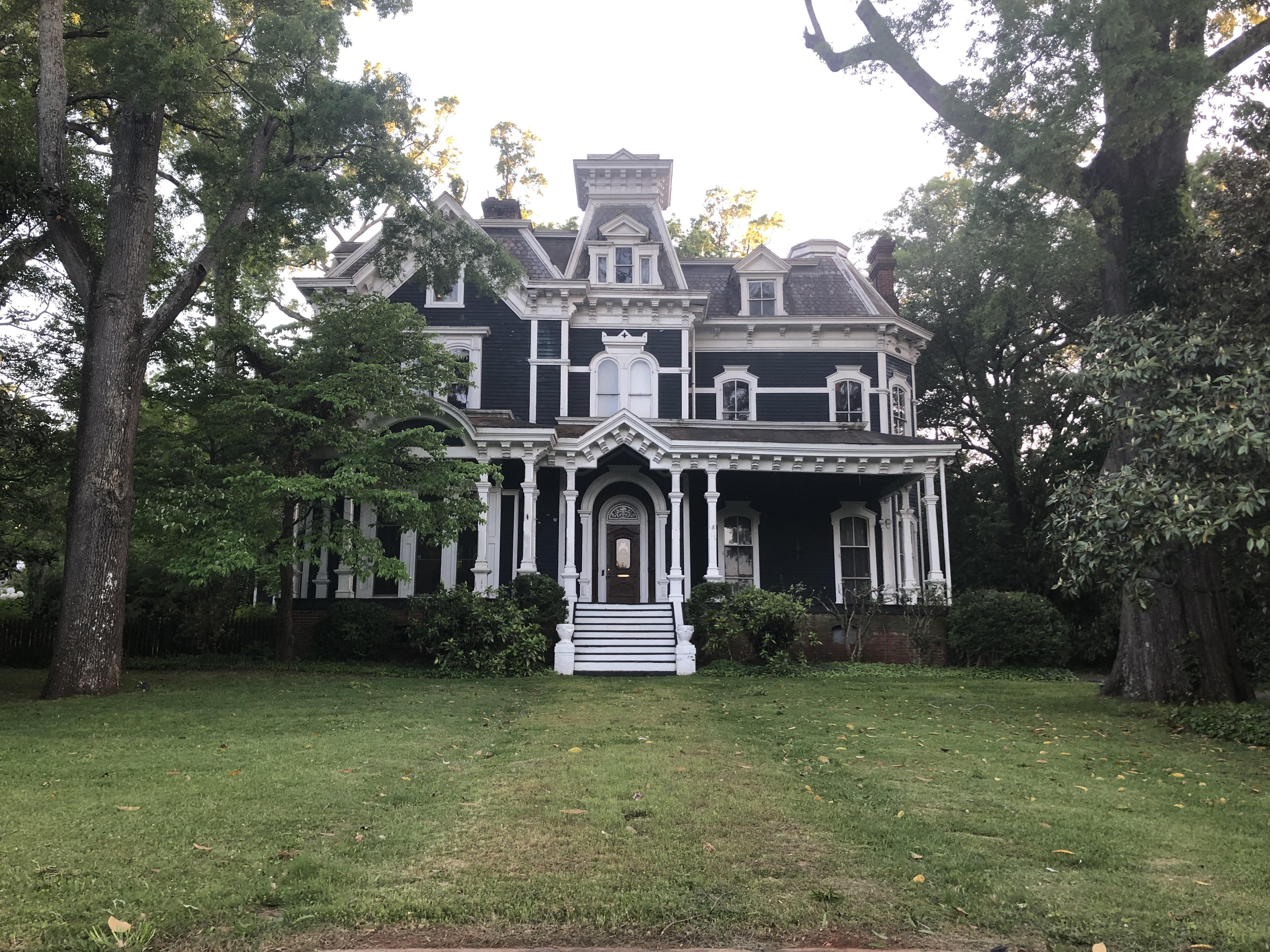
劇中維克多·克里爾之家於位在喬治亞羅馬的克萊蒙特式房屋拍攝。

2020年2月，杜夫兄弟和Netflix聯合宣布，第四季已在立陶宛维尔纽斯中近期退役的卢基什克斯监狱和基維什克機場正式開機。在立陶宛完成製作後，便回到美國亞特蘭大都會區及其周邊地區拍攝，此為前三季的主要製作地點。但拍攝兩週後，所有Netflix的製作計畫包括《怪奇物語》都因嚴重特殊傳染性肺炎疫情而於2020年3月16日停工。部分也將於Netflix在2018年收購的在新墨西哥的阿爾伯克基工作室拍攝。
經過數次延遲，終於在2020年9月28日在佐治亞州恢復拍攝。2020年10月1日，娜塔莉亞·戴爾、莎蒂·辛克和伽塔·馬塔拉佐皆在霍金斯中學和霍金斯高中的場景拍攝。隔天三人便在達斯汀家的場景中拍攝。2020年底，劇組在喬治亞羅馬附近拍攝，鏡頭包含克萊蒙特式房屋的外景鏡頭，此房屋在劇中設定為克里爾的老家。
2021年1月27日，馬修·莫汀正在亞特蘭大拍攝。同年3月15日，一張顯示喬治亞格里芬中一輛靜止的露營車公園被捲鬚拖入「顛倒世界」的概念圖片外流。2021年6月，大衛·哈伯表示將定於8月殺青。同時喬·奇瑞、莎蒂·辛克、娜塔莉亞·戴爾、瑪雅·霍克、普莉亞·弗格森和迦勒·麥羅林正在拍攝從商店購買武器的一幕。根據2021年8月一項報導，其中一個取景地附近發生火災，不過沒有人因此受傷。同年9月，諾亞·施納普宣佈本季正式殺青。
為了在視覺方面區分本季中三個視角的情節，服裝設計師艾米·派瑞斯透露三個視角各有自身獨特的風格：「這很有趣，因為製作團隊透過顏色來呈現加州和霍金斯間的對比。所以霍金斯的情景看起來飽和度還是很高。我們沒有像第一或二季用那種遍佈塵土、生鏽班的棕色⋯⋯在加州，我們加入淡的粉紅色、趣味的藍綠和紫色。跟霍金斯豐富的色彩，浸透和飽和相比，那裡更明亮」。製鞋公司匡威設計出三種不同風格的鞋子，在運動大會的鏡頭中使用了霍金斯高中的代表色。
根據鮑爾所述，在霍金斯實驗室大屠殺的重要場景，布朗本人協助指導瑪蒂·布萊爾扮演年幼時期的11號，因此11號與亨利在實驗室互動的多次拍攝，其中布朗和布萊爾的一些動作，在11號身上呈現為一致。

### 後期製作
2022年4月，《華爾街日報》在一篇討論Netflix近期籌備支出的文章中報導，《怪奇物語》第四季的製作總成本約為2.7億美元，相當於每集平均約花費3000萬美元。

### 視覺效果
由於該季的時長較長，因此在兩年的製作與後期製作期間，委託並為數千個鏡頭渲染視覺效果。然而杜夫兄弟希望大多時候皆採用實體而非電腦生成特效，與第一季的製作手式相似。舉例來說，一個名為「威可那」的人形生物是本季來自顛倒世界的主要反派，杜夫兄弟希望「90%都使用實體」，並發現它在真實場景中的存在感更佳，讓演員們能夠自然地做出反應，而不是為了應付電腦後製產生的特效。
曾參與和製作的化妝師巴利·高爾設計出威可那與其他生物的造型。威可那的部分設定的確源自《龍與地下城》的同名反派角色，但他在本劇的世界觀是一個人類，「他去到顛倒世界後，暴露在當地環境過久而變成一個怪物⋯⋯基本上，他被所有顛倒世界周圍的環境和事物圍繞至少有20多年」。傑米·坎貝爾·鮑爾飾演變成威可那的人類，拍攝期間也穿上設計好的威可那的戲服。戲服準備就緒後，鮑爾至少需要七個小時才能完全穿好。
高爾為鮑爾設計威可那的戲服時，讓其表現出皮膚「貧血」的樣子，透過身上「身上纏繞大量的根和藤蔓和很生動的模樣和纖維肌肉組織」以符合顛倒世界之劇毒的環境。為了盡量使用實體來呈現這樣的外型，高爾透露他和他的團隊使用與鮑爾相符的尺寸，稍後裝修造型以達成他們需要的設計：
我們從他的身體模型開始發展，為了保證造出的戲服超級緊身，我們把他模型的整體減少一定的比例，一旦我們有了他全身的石膏模型，這邊的人就會開始在橡皮泥上塑造各種形狀和形式的身體，要花幾個禮拜才會做完。在那以後，我們把身體分成不同的部分⋯⋯我覺得大概有18片，它們都還是用玻璃纖維或環氧樹脂做成的。然後我們製作了所有獨立的橡皮泥塊模具，只要有了這些模具，我們就能製作這些假器官，我們也已經用混合材料造出來了。
與第三季相同的是，總部位於蒙特婁的Rodeo FX也簽訂將為第四季製作大量的視覺特效。他們處理過最複雜的鏡頭之一是跟隨一隻惡魔蝙蝠在空中飛向顛倒世界中克里爾的房屋。由於其包含各種複雜的情形，公司報告表示這個鏡頭耗時兩年才完成動畫製作。為了製作被威可那殺害的受害者死亡情景的動畫，Rodeo FX的工作人員曾進行「對骨折和事故多方面的研究」，以便他們操控演員的CGI替身時能讓其表現較為自然，使他們死亡的畫面看起來很真實。該公司還製作在堪察加半島監獄中出現的魔神和魔狗的動畫，並更新他們的設計，為了更好地呈現其較明亮的模樣，這是第一季和第二季中所沒有的。
由於新冠肺炎疫情期間面臨諸多挑戰，視覺特效團隊在本季上線後仍持續完成特效製作。本季比原定計劃提前八週開機，但沒有變更上線日期。由於時間有限，Netflix聘請一部分製作其他節目的視覺效果的工作人員為本季提供所需的視覺特效，以投入更多的資金。杜夫兄弟表示，他們在本季第一輯上線那週的週末更新某些視覺特效的鏡頭，這是Netflix所有以前的版本都無法達成的。與第二輯相似的是，大部分的特效鏡頭皆已在6月30日的上午渲染完成，即第二輯上線的前一天。最初就在本季的季末上線的前一天還有20多個視覺效果鏡頭仍未完成。總而言之，本季約兩個半小時的季終集比第三季加入更多的視覺特效鏡頭。而在本季上線三週後，視覺特效團隊還是按照杜夫兄弟的要求更新了視覺效果鏡頭。

### 音樂
第四季的原聲帶專輯拆分為兩個部分，標題皆取作《怪奇物語4》（英語：Stranger Things 4），於2022年7月1日透過湖岸娛樂與侵入錄音（英語：Invada Records）以數位形式發行。與前三季相同，原聲帶由電子樂隊生存樂隊的凱爾·迪森和麥可·史坦創作。兩輯專輯也以CD及黑膠唱片等實體商品形式發行。
本季的《怪奇物語：Netflix原創電視劇第四季音樂》收錄數首劇中出現的非原創配樂，兩輯分別於5月27日和7月1日由遺贈唱片以數位形式發行。
凱特·布希的奔上山丘在本季中多次播放，甚至是第4集的關鍵情節：「麥克絲逃離威可那的魔爪」的一部分。杜夫兄弟想為麥克絲這個角色設計一首情感豐富的歌曲，使用的歌曲交由音樂總監諾拉·菲德決定。菲德想到奔上山丘一曲，杜夫兄弟認為音樂本身以及「與上帝交易」的主題正適合不過。薇諾娜·瑞德在接受採訪時還提到自第一季開機便在片場穿著凱特·布希的T恤。菲德知道布希以前對音樂版權的態度相當嚴謹，但建立聯繫後得知布希也是《怪奇物語》的粉絲，布希在查看紀錄每個劇本將使用歌曲的頁面後，便同意為本劇移除歌曲版權限制。其後這首歌曲再次流行，並在媒體傳輸排行榜的名次上升至少8700%，例如美國的Spotify歌曲播放列表中位居第二名，在全球排行榜上則為第四名。的木偶大師在本季的完結集亦有特別突出的意義，當時艾迪使用吉他以其歌曲進行即興演奏和獨奏來引開惡魔蝙蝠的注意力。這首歌曲在媒體傳輸平台的排行也明顯提升，並成為第一名，這首歌曲自1986年首次發佈以來，亦首次登上美國和英國的音樂排行榜。
其他歌曲如不論死活合唱團的你讓我轉圈（就像錄音）、音樂少年的經過荷蘭人和法爾可的搖滾我，艾瑪迪斯，在媒體傳輸應用上的播放量亦提升約1784%。第四季最後兩集多使用當代音樂和經典搖滾樂曲，如蘇西與女妖的Spellbound、詹姆士·泰勒的火和雨、瑞克·德林傑的Rock and Roll, Hoochie Koo以及旅程樂團的分道揚鑣（天壤之別）。

### 市場營銷
第四季的首支預告片宣布已續訂該季，其中出現「顛倒世界」中滴答作響的老爺鐘，並以標語「我們已不在霍金斯」結尾，許多新聞媒體猜測該季的背景將遷往俄羅斯。第一部預告片於2020年2月14日發布，片中顯示哈普依舊活著。2020年10月2日，本劇各個官方社群網站發佈兩張不同場景的照片：一張掛在霍金斯高中走廊上的運動員海報，另一張則是位於顛倒世界的老爺鐘前方的場記板，這些都是本季第一部預告片首次出現的場景。第二部預告片於2021年5月6日發布。
2021年8月6日，官方提前公布劇中核心演員，並宣布該劇將於2022年回歸。2021年9月25日，第三部預告片發佈，出現了克里爾家族先前的一棟房子。同年11月6日，發佈了第四部預告，揭示11號和拜爾斯一家搬到加州的生活，並公布全部九集標題。
2022年2月17日，官方發布了五張宣傳海報，其中四張中每一張與先前發布的四部預告內容相對應，而第五張標示了本季的上線日期。2022年3月23日，Netflix發布數張即將播出的第四季的部分劇照。2022年4月12日，官方在網路發布首部正式預告片。同年5月20日，官方發佈本季首播集前八分鐘搶先看。

## 發行
第四季於串流媒體服務平台Netflix分為兩個部分播出，第一輯於2022年5月27日上線，第二輯則於五週後的7月1日上線，共播出九集。
本季上線的三天前於德克薩斯州尤瓦爾迪發生大規模小學槍擊事件，當日一名槍手射殺共21人。案發後因考慮到首播集的冷開場之內容：即是正式上線前一周作為搶先看的影片，其中一幕出現佈滿兒童屍體的畫面，Netflix在前情提要之中添加一條警告訊息。不過該則警告訊息僅對美國觀眾展示：
一年前我們拍完這一季的《怪奇物語》。但考慮最近在德克薩斯州一所學校發生了悲慘的槍擊案，觀眾們可能會發現第一集的開場情景很令人心痛。我們對這種難以言喻的暴力行為感到非常悲傷，我們的心對於每個正在哀悼親人的家庭感到遺憾。
在本季上線不久後，觀眾們表示威爾的朋友們在當日其中一集中並未承認他的生日。杜夫兄弟在接受採訪時，他們表示可以利用更改月份來修正這個問題，他們稱為「喬治·盧卡斯調整法」，其參考自喬治·盧卡斯對原始的《星際大戰》正傳三部曲進行對應更改，用以呼應後期上映的前傳三部曲。部分觀眾認為這些行動代表前三季的情節的剪輯也被進行更動，包括喬納森偷拍史蒂夫、南西和芭芭拉參加泳池派對的場景。編劇表示「前幾季所有的情節都沒被剪掉或重新剪輯過」，而這一幕也不例外。
2022年7月1日，報導指出在第二輯上線後，Netflix的網站的伺服器超載導致崩潰，原因是當時有大量用戶登錄並播放新集數，而伺服器無法負荷過於龐大的用戶數量。

## 迴響

### 收視率
根據Netflix的報告，截至2022年5月30日，《怪奇物語4》總觀看時長約超過2.87億小時，超越先前《柏捷頓家族：名門韻事》第二季上線的第一周創下1.93億小時的記錄。在第四季上線的同一週內，《怪奇物語》前三季也迅速排入收視率前十名的節目。其後《怪奇物語》成為繼《魷魚遊戲》之後第二部上線後28天內觀看時數超過10億小時的Netflix影集。本劇在28天內的收視率便達到13.52億小時，成為收視率第二多的節目，僅次於《魷魚遊戲》，同時也是有史以來收視率最高的英語連續劇。

### 評價
第四季在爛番茄根據184篇評論獲得了88%的新鮮度，平均評比為7.90/10。此網站評價的共識為：「《怪奇物語》的第四章比其前作更黑暗、更密集，用典型的追劇方式為本劇奠定最終季的基礎」。在Metacritic上，28位評論家為第四季第一輯的加權平均分數給出69分，此外亦有17位評論家為第二輯的加權平均分數給出72分（滿分為100），兩輯的分數指征皆是「正面評論為主」。
影音俱樂部的薩洛妮·蓋加爾給出「B+」的評分，表示「《怪奇物語》還是為其完善的世界觀加入迷人的背景故事。但就算把的電影片長加長，也只會增加第四季的長度，第二輯的最後兩集（將於7月1日播出）就是這麼回事」。《衛報》的傑克·西爾給出4星的評價（滿分為5星），總結說：「《怪奇物語》更龐大、更古老、更悲傷，也一如往常地可愛」。數位間諜的蒂莉·皮爾斯也給出4星的評價（滿分為5星），並表示「《怪奇物語》仍是我們熟悉和愛到讓人上癮的懷舊的刺激之旅。第四季無疑是到目前為止最好看，也是到目前為止最宏大的一季」。
《Paste》的塔拉·班尼特為本季給出8.1分（滿分為10）並寫道：「《怪奇物語》第四季裡面有很多讓人喜愛的地方，尤其當演到一些角色的發展和氣氛轉變時，完全採用1980年代最好的恐怖片的概念」。在一篇褒貶不一的評論中，《即將到來》的梅·楚馬塔給出3星的評價（滿分為5星），表示：「整體來講，在《怪奇物語》中，這部續作很有趣。對任何熟悉和喜歡這個系列和角色的人來說，這些新增的內容如果沒有產生共鳴，就是覺得疲倦，因為它任何關鍵的新要素都沒加入」。作家史蒂芬·金評價本季「與前三季一樣好或更好」，指出「這就是《魔女嘉莉》的節奏」，不過金認為將季度分為兩個部分的決定「有點彆扭」。《大西洋》的蘇菲·吉歐伯特批評本季「是一個超過13小時的大東西，把衛斯·克萊文加進它的情緒板裡，卻以沒什麼發展的角色、和明顯但膚淺的伏筆草草結束當時的危機」。
評論家為傑米·坎貝爾·鮑爾飾演反派的表現給出好評。Collider的派翠克·考勒表示「這是《怪奇物語》第一次讓我們看見一個層次較多的反派。鮑爾透過威可那呈現一個引人注目、比先前出現的怪物更複雜的反派。身為年幼的亨利·克里爾經過創傷，到成為1號經歷過不人道的實驗，最終成為奪心魔的手下大將的角色，威可那是11號完美的對手兼反派」。另一個Collider的編劇羅伯·布萊恩·泰勒說：「從他首次當場的那一刻，他就很引人注目⋯⋯在那之後，他給人的感覺一直在變：從迷人，到威嚴，再到威脅」，並稱他在第七集中的獨白片段是種「催眠」，進一步將其視為「《怪奇物語》最棒的部分」。禿鷹的戴文·艾維寫下：「鮑爾表現出那三個人的特色，隨著每一集的展開，一個比一個更恐怖：一個霍金斯實驗室的友好管理員：亨利·克里爾，又稱『1號』，和目前本劇中最強的反派：威可那」。
TVLine於2022年5月28日評價約瑟夫·奎因為「本週最佳演出」，用以突顯其在第1章：地獄火俱樂部一集中良好的演技，同時寫道：「奎因塑造這名少年在短時間內由好奇轉變為擔心，接著因為嚇壞而驚慌失措，並發出那種我們常聽見的其他尖叫聲『哇啊』。總之奎因的首次登場就跟他們來的時候一樣順暢」。迦勒·麥羅林同樣於2022年7月9日因其在本季完結篇第9章：偷渡被評價為「本週最佳演出」並寫道：「⋯⋯在威可那殘忍地向麥克絲出手後，麥羅林用一種仍困擾著我們的粗劣和緊張的感覺釋放路卡斯的痛苦。剛才麥羅林對我們展現他另一個自我已經成為很有能力的年輕人」。
莎蒂·辛克在第4章：親愛的比利一集中的表演絕佳，因此TVLine於2022年6月4日為她頒發榮譽獎項並寫道：「辛克不僅完成這項任務（儘管麥克絲感到焦慮和害怕，在朋友們面前仍然試著裝出勇敢的模樣），性格依舊沒變的她進入艱澀的高中時得到些許好處的同時，也向她已故的繼兄透露麥克絲自己的苦樂參半的獨白，其中結合真誠和遺憾，幾乎就是『令人心碎』這詞的定義」。米莉·芭比·布朗也因在第8章：爸爸中表現傑出，而在2022年7月2日獲得榮譽獎項。該網站亦寫道：「布朗表現出的痛苦和憤怒與其角色的超能力一樣印象深刻。當後來珍有機會改寫歷史時，可以說布朗漂亮、無聲地表達她的心情在另一個自我的心中滾動著。在這複雜、深刻又難以控制的情景，尤其是她在沒有任何對白的情況下，布朗卻能帶領我們穿越它，就如一盞燈籠穿越黑夜」。
本季被列為2022年最佳電視節目之一，BuddyTV和PopBuzz皆將其排為第一名。娛樂.ie列為第五名，《新音樂快遞》列為第八名，ScreenCrush列為第十名，以及《帝國雜誌》將其列為第十一名。而德斯特實業將其列入未排名列表。

### 獲獎與提名
| 年份 | 獎項                         | 類別                                       | 入圍者 | 結果 | 參考資料        |
| ---- | ---------------------------- | ------------------------------------------ | --- | ---- | --------------- |
| 2022 | 獎                           | 卓越劇本成就獎                             | 杜夫兄弟（執導第1章：地獄火俱樂部） | 獲獎 | [ 119 ]         |
| 2022 | 第2屆好萊塢影評人協會電視獎  | 最佳串流影集－劇情類                       | 《怪奇物語》 | 提名 | [ 120 ]         |
| 2022 | 第2屆好萊塢影評人協會電視獎  | 串流影集最佳女演員－劇情類                 | 薇諾娜·瑞德 | 提名 | [ 120 ]         |
| 2022 | 第2屆好萊塢影評人協會電視獎  | 串流影集最佳男配角－劇情類                 | 喬·奇瑞 | 提名 | [ 120 ]         |
| 2022 | 第2屆好萊塢影評人協會電視獎  | 串流影集最佳女配角－劇情類                 | 米莉·芭比·布朗 | 提名 | [ 120 ]         |
| 2022 | 第2屆好萊塢影評人協會電視獎  | 串流影集最佳女配角－劇情類                 | 瑪雅·霍克 | 提名 | [ 120 ]         |
| 2022 | 第2屆好萊塢影評人協會電視獎  | 串流影集最佳女配角－劇情類                 | 莎蒂·辛克 | 獲獎 | [ 120 ]         |
| 2022 | 第2屆好萊塢影評人協會電視獎  | 串流影集最佳導演－劇情類                   | 杜夫兄弟（執導第7章：霍金斯實驗室血案） | 提名 | [ 120 ]         |
| 2022 | 第2屆好萊塢影評人協會電視獎  | 串流影集最佳導演－劇情類                   | 薛恩·李維（執導第4章：親愛的比利） | 提名 | [ 120 ]         |
| 2022 | 第2屆好萊塢影評人協會電視獎  | 串流影集最佳編劇－劇情類                   | 杜夫兄弟（撰寫第7章：霍金斯實驗室血案） | 提名 | [ 120 ]         |
| 2022 | 外景製片人協會獎             | 最佳時代劇外景獎                           | 東尼·荷利、凱爾·A·嘉利、約翰·盧卡斯、喬納斯·史波卡、維陶塔斯·瑞柏瓦斯 | 獲獎 | [ 121 ]         |
| 2022 | 第74屆黃金時段艾美獎         | 最佳劇情類影集獎                           | 杜夫兄弟、丹·科恩、薛恩·李維、伊安·帕特森、蘭德·蓋格、賈斯汀·達寶 | 提名 | [ 4 ] [ 5 ]     |
| 2022 | 第74屆黃金時段創意藝術艾美獎 | 最佳劇情類影集選角                         | 卡門·古巴、塔拉·費德史坦、蔡斯·巴黎 | 提名 | [ 4 ] [ 5 ]     |
| 2022 | 第74屆黃金時段創意藝術艾美獎 | 最佳音樂總監                               | 諾拉·菲德（監督第4章：親愛的比利） | 獲獎 | [ 4 ] [ 5 ]     |
| 2022 | 第74屆黃金時段創意藝術艾美獎 | 最佳髮型設計                               | 莎拉·辛斯高爾、卡翠娜·蘇赫、布林·伯格、迪娜·吉布森、傑米·弗里曼、塔瑞克·弗格森、蔡斯·赫德、查爾斯·葛瑞科（參與第7章：霍金斯實驗室血案）                                      | 提名 | [ 4 ] [ 5 ]     |
| 2022 | 第74屆黃金時段創意藝術艾美獎 | 最佳化妝（非整形／假肢）                   | 艾米·L·弗西斯、戴文·莫拉勒、里歐·薩克維奇、娜塔萊·維倫吉亞、羅科·加利奧蒂、莉莎·波、班吉·德夫、楊·魯尼（參與第2章：威可那的詛咒）                                            | 提名 | [ 4 ] [ 5 ]     |
| 2022 | 第74屆黃金時段創意藝術艾美獎 | 最佳時代劇製作設計                         | 克里斯·圖吉羅、尚恩·布倫南、傑斯·羅由（製作第7章：霍金斯實驗室血案） | 提名 | [ 4 ] [ 5 ]     |
| 2022 | 第74屆黃金時段創意藝術艾美獎 | 最佳整形與假肢化妝                         | 巴利·高爾、鄧肯·賈曼、麥克·梅卡希、艾瑞克·加西亞、尼斯·赫瑞拉（參與第4章：親愛的比利）                                                                                       | 獲獎 | [ 4 ] [ 5 ]     |
| 2022 | 第74屆黃金時段創意藝術艾美獎 | 最佳單攝影機影集剪輯                       | 迪恩·齊默爾曼、凱西·齊喬基（剪輯第4章：親愛的比利） | 提名 | [ 4 ] [ 5 ]     |
| 2022 | 第74屆黃金時段創意藝術艾美獎 | 最佳喜劇或劇情類影集混音（一小時）         | 威廉·法爾斯、馬克·帕特森、克雷格·海尼漢、麥可·P·克拉克（製作第7章：霍金斯實驗室血案）                                                                                        | 獲獎 | [ 4 ] [ 5 ]     |
| 2022 | 第74屆黃金時段創意藝術艾美獎 | 最佳喜劇或劇情類影集音效剪輯（一小時）     | 克雷格·海尼漢、威廉·法爾斯、萊恩·寇、寇里·佩瑞拉、安傑洛·帕拉佐、凱蒂·哈利戴、肯·麥可吉歐、史蒂芬·貝恩、大衛·克洛茨、莉娜·格里克森-尼哲斯卡亞（製作第7章：霍金斯實驗室血案） | 獲獎 | [ 4 ] [ 5 ]     |
| 2022 | 第74屆黃金時段創意藝術艾美獎 | 最佳特殊視效                               | 小麥可·馬赫、瑪利昂·史佩茨、賈霸·雷薩尼、特倫·裴特、艾雪莉·J·沃德、朱利安·赫瑞、尼克拉斯·雅各布森、馬諾羅·曼特羅、尼爾·艾斯庫瑞                                              | 提名 | [ 4 ] [ 5 ]     |
| 2022 | 第74屆黃金時段創意藝術艾美獎 | 最佳劇情類影集、迷你影集或電影武術指導     | 倖田弘 | 獲獎 | [ 4 ] [ 5 ]     |
| 2022 | 第74屆黃金時段創意藝術艾美獎 | 最佳動作演出                               | 馬修·沙布、朱拉·尤里·庫魯斯（參與第4章：親愛的比利） | 提名 | [ 4 ] [ 5 ]     |
| 2022 | 2021年度美國佈景裝飾協會獎   | 最佳一小時奇幻或科幻影集裝飾／設計成就獎   | 傑斯·羅由、克里斯·圖吉羅 | 獲獎 | [ 122 ]         |
| 2022 | 第47屆土星獎                 | 土星獎最佳恐怖電視劇                       | 《怪奇物語》 | 獲獎 | [ 123 ]         |
| 2022 | 第47屆土星獎                 | 串流影集最佳女演員                         | 米莉·芭比·布朗 | 提名 | [ 123 ]         |
| 2022 | 第47屆土星獎                 | 串流影集最佳男配角                         | 約瑟夫·奎因 | 提名 | [ 123 ]         |
| 2022 | 第47屆土星獎                 | 串流影集年輕男演員演技                     | 蓋頓·馬塔拉佐 | 提名 | [ 123 ]         |
| 2022 | 第47屆土星獎                 | 串流影集年輕男演員演技                     | 莎蒂·辛克 | 提名 | [ 123 ]         |
| 2022 | 第47屆土星獎                 | 串流影集客串演員演技                       | 羅伯特·英格蘭 | 提名 | [ 123 ]         |
| 2023 | 2022年度藝術指導公會獎       | 一小時時代劇或奇幻單機影集製作設計佳作     | 克里斯·圖吉羅（製作第7章：霍金斯實驗室血案） | 提名 | [ 124 ]         |
| 2023 | 評論家選擇超級獎             | 最佳科幻／奇幻影集                         | 《怪奇物語》 | 獲獎 | [ 125 ] [ 126 ] |
| 2023 | 評論家選擇超級獎             | 最佳影集反派角色                           | 傑米·坎貝爾·鮑爾 | 提名 | [ 125 ] [ 126 ] |
| 2023 | 2022年度金膠卷獎             | 最佳音效剪輯成就 - 一小時影集 - 對白／ADR  | 威廉·法爾斯、克雷格·海尼漢、萊恩·寇、寇里·佩瑞拉、吉兒·普迪、大衛·巴特勒、波莉·麥克金農、勞勃·陳（製作第7章：霍金斯實驗室血案）                                              | 提名 | [ 127 ]         |
| 2023 | 2022年度金膠卷獎             | 最佳音效剪輯成就 - 一小時影集 - 效果／擬音 | 威廉·法爾斯、克雷格·海尼漢、安傑洛·帕拉佐、肯·麥可吉歐、凱蒂·哈利戴、李·吉歐莫、大衛·格里馬迪、克里斯·博尼斯、史蒂芬·貝恩（製作第7章：霍金斯實驗室血案）                     | 獲獎 | [ 127 ]         |
| 2023 | 2022年度金膠卷獎             | 最佳音效剪輯成就 - 音譜、長篇廣播媒體音樂  | 莉娜·格里克森、大衛·克洛茨（製作第9章：偷渡） | 獲獎 | [ 127 ]         |
| 2023 | 2022年度化妝與髮型師協會獎   | 最佳時代劇和／或角色化妝                   | 艾米·L·弗西斯、戴文·莫拉勒、莉莎·波、娜塔萊·維倫吉亞 | 提名 | [ 128 ]         |
| 2023 | 2022年度化妝與髮型師協會獎   | 最佳電視劇、迷你影集或新影集的特別化妝特效 | 巴利·高爾、鄧肯·賈曼、帕特·弗德、寶拉·艾登 | 提名 | [ 128 ]         |
| 2023 | 2023年MTV影視大獎            | MTV電影大獎最佳節目                        | 《怪奇物語》 | 提名 | [ 129 ]         |
| 2023 | 2023年MTV影視大獎            | MTV影視大獎最佳電視劇演員                  | 莎蒂·辛克 | 提名 | [ 129 ]         |
| 2023 | 2023年MTV影視大獎            | MTV影視大獎最佳反派                        | 傑米·坎貝爾·鮑爾 | 提名 | [ 129 ]         |
| 2023 | 2023年MTV影視大獎            | MTV電影大獎最佳打鬥                        | 傑米·坎貝爾·鮑爾（威可那）對戰米莉·芭比·布朗（11號） | 提名 | [ 129 ]         |
| 2023 | 2023年MTV影視大獎            | MTV電影大獎最佳突破演出                    | 約瑟夫·奎因 | 獲獎 | [ 129 ]         |
| 2023 | 2023年MTV影視大獎            | 最佳活躍演員                               | 《怪奇物語》 | 獲獎 | [ 129 ]         |
| 2023 | 2023年MTV影視大獎            | 最佳音樂片段                               | 奔上山丘 | 提名 | [ 129 ]         |
| 2023 | 第29屆美國演員工會獎         | 最佳電視劇特技整體演出                     | 《怪奇物語》 | 獲獎 | [ 130 ]         |
| 2023 | 第21屆視覺效果協會獎         | 最佳真實影像單集視覺特效                   | 賈霸·雷薩尼、特倫·裴特、尼克拉斯·雅各布森、賈斯汀·米契爾、理查·E·佩瑞（製作第9章：偷渡）                                                                                     | 提名 | [ 131 ]         |
| 2023 | 第21屆視覺效果協會獎         | 最佳單集、廣告與即時影像特效模擬           | 阿曼·加羅布、蓋文·鄧普勒、瑞秋·阿約克、大野惠理（霍金斯鎮崩裂出巨大裂縫之景象）                                                                                              | 提名 | [ 131 ]         |

## 註释
1. ↑  2022年7月4日，主创杜夫兄弟在播客访谈确认麦克斯当前状态为脑死亡。[17]
2. ↑  與《安道爾》並列

## 外部連結
- 在Netflix上觀看《怪奇物語》
- 《怪奇物語》各集列表 来自互联网电影数据库